# Pseudatemelia lavandulae
Pseudatemelia lavandulae is een vlinder uit de familie zaksikkelmotten (Lypusidae). De wetenschappelijke naam is voor het eerst geldig gepubliceerd in 1855 door Mann.
De soort komt voor in Europa.